# Sluzjili dva tovarisjja
Sluzjili dva tovarisjja (russisk: Служили два товарища, da.: To kammerater tjente) er en sovjetisk spillefilm fra 1968 instrueret af Jevgenij Karelov.

## Medvirkende
- Oleg Jankovskij som Andrej Nekrasov
- Rolan Bykov som Ivan Karjakin
- Vladimir Vysotskij
- Anatolij Papanov
- Nikolaj Krjutjkov
- Alla Demidova
- Nikolaj Burljajev